# Modelo carbohidrato-insulina
El modelo carbohidrato-insulina (MCI) postula que la obesidad es causada por un consumo excesivo de carbohidratos (mono, di y polisacáridos), que luego interrumpe el metabolismo normal de la insulina y conduce al aumento de peso y enfermedades relacionadas con el peso. Se contrasta con el modelo convencional de balance energético (MBE), que sostiene que la obesidad es causada por un exceso en el consumo de calorías en comparación con el gasto de calorías. De acuerdo con el modelo carbohidrato-insulina, las dietas bajas en carbohidratos serían las más efectivas para causar una pérdida de peso a largo plazo. Los defensores notables del modelo de carbohidratos e insulina incluyen a Gary Taubes y David Ludwig. El MCI ha sido probado en ratones y humanos. Aunque algunos expertos consideran que estos estudios falsificaron el MCI, los proponentes no están de acuerdo.

## Fisiología
La rápida absorción de glucosa después del consumo de una comida con alta carga glicémica (CG) aumenta la secreción de insulina, suprime la secreción de glucagón (que tiene efectos catabólicos) y provoca una respuesta de incretina dominante del polipéptido insulinotrópico dependiente de la glucosa (GIP). Este estado altamente anabólico, durante las primeras horas después de comer, promueve una ávida absorción de glucosa en el músculo, el hígado y el tejido adiposo, así como suprimir la formación de cetonas; además estimula la lipogénesis en el hígado y el tejido adiposo. Tres horas después de comer, la mayoría de los nutrientes de una comida con alta CG se han absorbido en el tracto digestivo. Sin embargo, las acciones anabólicas persistentes de esta respuesta hormonal retardan el cambio de captación a liberación de glucosa en el hígado y de ácidos grasos en los adipocitos. En consecuencia, la concentración de combustible metabólico total en la sangre (de glucosa, ácidos grasos no esterificados y cetonas) disminuye rápidamente en la fase posprandial tardía, posiblemente a concentraciones inferiores a las del estado de ayuno; no obstante, de acuerdo con Hall, los individuos con obesidad tienen niveles normales o elevados de combustibles circulantes, además cálculos de Ludwig y Ebbeling del 2018 no incluyeron los triglicéridos séricos. El cerebro percibe esta señal como una indicación de que los tejidos críticos (por ejemplo, el hígado) están privados de energía y puede responder al desafío metabólico con una respuesta hormonal contrarreguladora. Simultáneamente, aumentan el hambre y los antojos de alimentos con alta CG (es decir, aquellos que elevan rápidamente la glucosa en la sangre), preparando el escenario para un círculo vicioso. El gasto de energía también puede disminuir en relación con la disminución de la disponibilidad de combustible, los efectos hormonales (p. ej., la tiroides) en las vías metabólicas y el tejido termogénico, o las adaptaciones compensatorias (p. ej., en el tono autonómico) que afectan el estado posprandial, el gasto energético en reposo, eficiencia muscular, o nivel de actividad física.

## Evidencias
Los datos brindan al menos algún apoyo para 2 predicciones del MCI: 1) una dieta baja en comparación con una dieta alta en CG producirá una mayor reducción en el peso corporal y 2) las personas con una alta secreción endógena de insulina serán más susceptibles a los efectos metabólicos adversos de una dieta de alta CG, por lo que se beneficia más de la reducción de la CG.
Estudios del 2020 han demostrado que tanto las dietas bajas en grasas como las bajas en carbohidratos pueden hacer perder peso, lo que —de acuerdo con Jia— apoyan y, a la vez, contradicen el MCI y el MBE, por lo que estos modelos serían como "dos lados de la misma moneda".

## Implicancias para el control del peso y el tratamiento de la obesidad
De acuerdo con Ludwig "En lugar de instar a las personas a comer menos, una estrategia que, apuntan, generalmente no funciona a largo plazo, el modelo carbohidrato-insulina sugiere otro camino que se centra más en la calidad de lo que se ingiere que en la cantidad".
De acuerdo con la predicción del MCI, varias revisiones sistemáticas y metaanálisis han demostrado que las dietas bajas en carbohidratos son superiores a las dietas bajas en grasas para perder peso.
El ensayo Diet Intervention Examining The Factors Interacting with Treatment Success (DIETFITS) demostró que se puede lograr una pérdida de peso significativa con una “dieta saludable baja en carbohidratos” (LCD) o una “dieta saludable baja en grasas” (LFD); la pérdida de peso en ambos casos parece haber sido impulsada por la reducción de la CG más que por la grasa o las calorías de la dieta, un efecto que puede ser más pronunciado entre aquellos con una secreción alta de insulina .